# Gornja Kovačica
Gornja Kovačica je naselje u Republici Hrvatskoj, u sastavu općine Veliki Grđevac, Bjelovarsko-bilogorska županija.

## Stanovništvo
Prema popisu stanovništva iz 2001. godine, naselje je imalo 309 stanovnika te 96 obiteljskih kućanstava.
| broj stanovnika | 488   | 475   | 541   | 750   | 924   | 1012  | 896   | 960   | 728   | 705   | 656   | 580   | 460   | 350   | 309   | 290   | 225   |
|                 | 1857. | 1869. | 1880. | 1890. | 1900. | 1910. | 1921. | 1931. | 1948. | 1953. | 1961. | 1971. | 1981. | 1991. | 2001. | 2011. | 2021. |

## Udruge i društva
- DVD Gornja Kovačica

## Sport
U naselju je postojao nogometni klub NK Napredak Gornja Kovačica.

## Poznate osobe
- Ana Blažeković, književnica